# 矢嶋三義
矢嶋 三義（やじま みよし、1911年（明治44年）11月16日 - 1996年（平成8年）4月19日）は、昭和期の教育者、労働運動家、政治家。参議院議員（2期）。旧姓は安部。

## 経歴
大分県直入郡、現在の竹田市で安部家に生まれる。1933年（昭和8年）九州帝国大学附設教員養成所数学科を卒業した。
下野中学校教諭、栃木県立宇都宮中学校教諭、福岡県立八女中学校教諭、長崎県立長崎中学校教諭、熊本県立熊本中学校教諭、熊本県立熊本高等学校教諭などを務めた。
労働運動に加わり、熊本県教職員組合委員長、日本教職員組合九州地協委員長、熊本県学生協同組合理事長、同県教育会長などを務めた。
1950年（昭和25年）6月の第2回参議院議員通常選挙で全国区に無所属で出馬して当選し、1956年（昭和31年）7月の第4回通常選挙で全国区に日本社会党公認で出馬して再選され、参議院議員に連続2期在任した。この間、参議院水害地緊急対策特別委員長、同風水害緊急対策特別委員長、畑地農業改良促進対策審議会委員、社会党熊本県連顧問、日政連幹事などを務めた。その後、民主社会党（民社党）に加わり、1963年（昭和38年）11月の第30回衆議院議員総選挙（大分県第1区）、1965年（昭和40年）7月の第7回通常選挙（大分県地方区）に立候補したがいずれも落選した。
1982年（昭和57年）春の叙勲で勲二等瑞宝章受章。
1996年（平成8年）4月19日死去、84歳。死没日をもって従四位に叙される。